# 罗尔夫·布雷姆
罗尔夫·布雷姆（德語：Rolf Brem，1926年2月12日—2014年4月11日），是一名瑞士艺术家，他以绘图、雕刻和插画为著名。他的作品在瑞士各地都有，并在很多艺术展览会上展示。
2014年4月11日，他因病去世，享年88岁。